# Ensemble Caprice
L'Ensemble Caprice est un ensemble de musique baroque montréalais fondé par le chef d’orchestre, compositeur et flûtiste Matthias Maute (en). L’Ensemble Caprice est dirigé par Matthias Maute et codirigé par Sophie Larivière depuis 1997.

## Présentation
Fondé en Allemagne en 1989 par Matthias Maute, le groupe déménage au Québec la même année, puisque le fondateur souhaite suivre son épouse et partenaire musicale, Sophie Larivière, qui part habiter au Québec. Ce duo musical s'agrandit à travers les années et, aujourd'hui, l'Ensemble Caprice est constitué parfois d'un petit ensemble d'instruments d'époque, parfois d'un orchestre d'époque ou d'un chœur, voire des deux. La constitution du groupe est changeante et s'adapte aux divers projets de l'ensemble, mais cinq membres principaux sont au cœur des différents projets et des tournées : Matthias Maute (flûtiste), Susie Napper (viole de gambe), Sophie Larivière (flûte à bec), David Jacques (guitare) et Ziya Tabassian (percussions). L’ensemble affirme être « reconnu pour ses programmes créatifs et novateurs et ses interprétations dynamiques et convaincantes. » 
L'ensemble joue sur des instruments d'époque et se spécialise dans la musique baroque. Cependant, il n'hésite pas à mélanger les époques musicales, à puiser son inspiration dans la musique orientale, à faire appel à une troupe de danse moderne, etc. De plus, Matthias Maute cherche, autant lorsqu'il joue de la flûte que lorsqu'il dirige l'Ensemble Caprice, à s'éloigner des conventions musicales trop rigides, à s'exprimer à travers la musique d'une façon plus personnelle et à prendre des libertés par rapport à la partition. Il affirme que son but principal est de toucher son public et d'être animé lui-même par ce qu'il joue.
Matthias Maute explique sa philosophie musicale :  

« À partir du  XIXe siècle, la culture des conservatoires de musique a créé une uniformité. Depuis, les musiciens sont entraînés à jouer chaque note exactement à la même place. Et l'uniformité peut créer un ennui. On reste, comme musicien, enfermé dans un style qui vise la sécurité et qui prétend reprendre une œuvre à la lettre. Mais cette prétention ne reproduit pas le tableau vivant, l'expérience vivante de la musique! Le compositeur s'attend à ce qu'on ajoute notre vision individuelle pour que la pièce soit complète, comme le font les musiciens de jazz. Au sein de Caprice, on veut être touché et transformé. Car, si je veux que le public vive une expérience personnelle intense, il faut que le musicien vive une expérience personnelle intime, unique, en repoussant ses limites. »

— Le Devoir, Catherine Lalonde, 27 mars 2010, page 4
L'ensemble est reconnu pour son audace, sa créativité, son innovation et sa sonorité unique. Le New York Times décrit l'Ensemble Caprice avec ces mots : « interprétations imaginatives, puissantes et de haut niveau ».
En 2014, le Washington Post décrit la performance de l'Ensemble Caprice à la Library of Congress de Washington ainsi : 

« L’implication physique des artistes et leur plaisir contagieux en passant par des mouvement rythmiques corporels ainsi que leurs expressions, transmettaient ce que la musique devrait toujours être »

— Washington Post, 22 novembre 2014
En plus de ses saisons régulières à la salle Bourgie du Musée des beaux-arts de Montréal, l’ensemble participe à de nombreux festivals de musique à travers le monde tels que le Lufthansa Festival of Baroque Music à Londres et le Felicja Blumental International Music Festival à Tel Aviv en Israël. La fiche de route de l'ensemble est marquée par des performances musicales pour quatre festivals musicaux en Allemagne : le Musikfestspiele Sanssouci und Nikolaisaal Potsdam, les Journées de musique ancienne de Regensburg, le Festival Händel-Festspiele de Halle ainsi que pour le Festival de Stockstadt. Au Canada, l’Ensemble Caprice compte à son actif des prestations musicales pour les festivals suivants : le Music and Beyond, le Festival international de musique de chambre d’Ottawa, le Early Music Vancouver, le Early Music Voices à Calgary, l’Edmonton Chamber Music Society, le Festival d’Elora ainsi que le Festival international du Domaine Forget. L'ensemble compte également des performances aux États-Unis à la Frick Collection, au Miller Theater de New York, au Boston Early Music Festival et à la Library of Congress de Washington.
L'Ensemble Caprice « a donné plus de 100 concerts dans huit pays sur quatre continents ». Le curriculum vitae de l'ensemble comprend onze festivals, deux tournées en Amérique latine et en Chine ainsi qu'une tournée en Afrique du Sud. Il comporte également quatre Prix Opus, deux prix du Conseil des arts de Montréal et trois prix Juno pour ses albums, ses concerts et ses activités musicales. Sa discographie compte plus de vingt albums produits avec ATMA Classique, Analekta et Leaf Music.

## Discographie
- Les Sept Sauts, Ensemble Caprice, Matthias Maute, ATMA Classique - ACD2 2344, 2004[12].
- Telemann : Mit Freude, Monika Muach, Marion Verbruggen, Ensemble Caprice, Matthias Maute, ATMA Classique - ACD2 2318, 2005[13]. 
  - Nommé pour un Prix Opus - 2005[11]
- Vivaldi et les gitans baroques, Ensemble Caprice, Matthias Maute, Analekta - AN2 9912, 2007[14]
  - Nommé deux fois pour un prix ECHO Klassik - 2009[11]
  - Nommé pour un prix ADISQ - 2008[11]
- Alla Turca : Fux, Caldara, Badia, Monika Mauch, Ensemble Caprice, Matthias Maute, ATMA Classique - ACD2 2347, 2007[15].
- Gloria! Vivaldi et ses anges, Ensemble Caprice, Matthias Maute, Analekta - AN2 9917, 2008[16].
  - Gagnant d'un prix Juno - 2009 [11]
  - Nommé pour un prix Opus - 2009[11]
  - Nommé pour un prix ADISQ - 2009[11]
- Telemann et les gitans baroques, Ensemble Caprice, Matthias Maute, Analekta - AN2 9919, 2009[17]. 
  - Recommandé par Gramophone[11]
- Salsa baroque, Ensemble Caprice, Matthias Maute, Analekta - AN2 9957, 2010[18]. 
  - Nommé pour un prix Juno - 2011[11]
- Vivaldi: The Return Of The Angels, Ensemble Caprice, Matthias Maute, Analekta, 2011[19].
- Bach, Shostakovich, Brandenburg Concertos Brandebourgeois / Preludes Op. 87, – Ensemble Caprice, Matthias Maute, Analekta – AN 2 9996-7, 2012[20].
- Adagio, A Consideration Of A Serious Matter, Ensemble Caprice, Analekta - AN 2 9848, 2013[21].
- Chaconne - Voices of Eternity, Ensemble Caprice, Matthias Maute, Analekta - AN 2 9132, 2015[22].
- George Frideric Handel, Messiah, Ensemble Caprice et Ensemble Vocal Arts-Québec (maintenant Ensemble ArtChoral), Matthias Maute, Leaf Music - LM247, 2021[23].

## Récompenses et nominations
- 2002 : Nomination au Prix Opus du meilleur disque catégorie musique ancienne, Renaissance et baroque pour leur disque Sammartini (ATMA)[10].
- 2003-2004 : 
  - Nomination au Prix Opus du meilleur concert de musique ancienne, Renaissance et baroque pour le concert Mit Freude de l'Ensemble Caprice avec Monika Mauch et Marion Verbruggen (à Montréal le 20 septembre 2003)[10].
  - Nomination au Prix Opus du meilleur concert de musique ancienne, Renaissance et baroque pour le concert Les Grenouilles de l'Ensemble Caprice (à Montréal le 10 janvier 2004)[10].
- 2004-2005 :
  - Nomination au Prix Opus du meilleur concert de musique ancienne, Renaissance et baroque pour le concert Sweet Follia de l'Ensemble Caprice[10].
  - Nomination au Prix Opus du meilleur disque catégorie musique ancienne, Renaissance et baroque pour leur disque Mit Freude (ATMA)[10].
  - Nomination au Prix Opus du meilleur spectacle jeune public pour le spectacle Barocambolesque de l'Ensemble Caprice[10].
- 2007-2008 : 
  - Nomination au Prix Opus du meilleur concert de l'année pour le concert Vivaldi et les gitans dans le cadre du Festival Montréal en lumière (à Montréal le 28 février 2008)[10].
  - Nomination au Prix Opus du meilleur concert de l'année : Musiques médiévale, de la Renaissance et baroque pour le concert Différents trains de l’Ensemble Caprice en collaboration avec le Quatuor Bozzini (à Montréal le 12 janvier 2008)[10].
- 2008 :
  - Nomination l'ADISQ du meilleur disque catégorie musique de chambre pour leur disque Vivaldi et les Gitans baroques  (Analekta)[10].
- 2009 : 
  - Nominations au ECHO Klassic catégorie Ensemble/Orchestre de l'année et catégorie Prix Classique sans Frontières pour leur disque Vivaldi et les Gitans baroques (Analekta)[10].
  - Nomination l'ADISQ de l'album de l'année classique/vocal pour leur disque Gloria! Vivaldi et ses anges (Analekta)[10].
  - Nomination au Prix Opus du disque de l'année catégorie musique médiévale, de la Renaissance et baroque pour leur disque Gloria! Vivaldi et ses anges (Analekta)[10].
  - Prix Juno du meilleur album de musique classique, catégorie musique vocale ou chorale, pour leur disque Gloria! Vivaldi et ses anges (Analekta)[10].
- 2010 :
  - Nomination l'ADISQ de l'album de l'année, classique orchestre et grand ensemble, pour leur disque Telemann et les gitans baroques (Analekta)[10].
  - Nomination au Prix Opus de l'album de l'année, classique orchestre et grand ensemble, pour leur disque Telemann et les gitans baroques (Analekta)[10].
  - Prix du Public du Conseil des arts de Montréal en tournée[10].
  - Finaliste du Grand Prix du Conseil des arts de Montréal, catégorie musique[10].
  - Prix Opus du meilleur concert de l'année : Musiques médiévale, de la Renaissance et baroque pour le concert Faste de la France[10].
- 2011 :
  - Nomination au prix Juno de l'album classique de l'année : musique vocale ou chorale pour leur disque Salsa baroque (Analekta)[10].
  - Prix Opus du meilleur concert de l'année : Musiques médiévale, de la Renaissance et baroque pour le concert La messe en si mineur[10].
  - Prix Juno d'interprète de l'année[10].
- 2012 :
  - Nomination l'ADISQ de l'album de l'année, classique vocal, pour leur disque Le retour des anges (Analekta)[10].
- 2013 : 
  - Nomination l'ADISQ (anglophone) de l'album de l'année, classique, orchestre et grand ensemble, pour leur disque Bach: Brandeburg concertos and Shostakovitch (Analekta)[10].
  - Nomination l'ADISQ (francophone) de l'album de l'année, classique, orchestre et grand ensemble, pour leur disque Bach: Brandeburg concertos and Shostakovitch (Analekta)[10].
- 2014 :
  - Nomination au Prix Opus du meilleur concert de l'année : Musique médiévale, de la Renaissance et baroque pour le concert Le rêve américain[10].
  - Nomination l'ADISQ de l'album de l'année, classique vocal, pour leur disque Adagio (Analekta)[10].
  - Prix Opus du meilleur concert de l'année : Musiques médiévale, de la Renaissance et baroque pour le concert Juditha triumphans[10].
- 2016 :
  - Nomination l'ADISQ de l'album de l'année, classique - soliste et petit ensemble, pour leur disque Chaconne – Voix d’éternité (Analekta)[10].
- 2020 :
  - Prix Juno : « L’Ensemble Caprice était l’invité du Ottawa Bach Choir pour le disque compact Handel : Dixit Dominus et cet enregistrement s’est vu décerné un prix Juno et le Prix du National Choral Awards. »[10].
- 2021 :
  - Prix Opus de l'évènement musical de l'année 2020 pour les Mini-Concerts Santé[10].